# 安東川
安東川（あんどうがわ）は、静岡県静岡市葵区を流れる巴川の支流である。
上流側から、普通河川→準用河川→二級河川と種別が変わる。

## 概要
安倍川の流路が現在の位置になるまで、静岡浅間神社付近で安倍川から分流し、浅畑沼へ向けて流れていた北川の名残。
現在は河川整備などにより、本河川の普通河川としての起点は静岡市葵区大岩本町。流域は大通りに面した部分が2箇所のみで、ほとんど住宅地の狭い路地に沿うように北に向かって流れている。
静岡浅間神社付近を流れる普通河川の静大跡東水路とは僅かの差で接続していない。因みに静大跡東水路は城北公園付近で向きを東へ変えて異なるルートを流れ、他支流へ合流後に葵区池ヶ谷で本河川に合流してくる。
静岡市葵区池ヶ谷字佐渡247番地5地先の市道橋から998mは静岡市が管理する準用河川となる。300mほど静清バイパスの北側を流れる区間に、安東川水門が設けられている。
唐瀬街道との交差部分は、1994年まで静岡市唯一の逆サイフォン構造を採用した特異な河川だったが、静清バイパス建設に伴う河川流路変更で、元の位置より南側を流れるようになり、逆サイフォン構造は消滅。
静岡市葵区岳美一丁目15番6地先の市道橋（城北公民館のすぐ東側）より下流は、静岡県が管理する二級河川となる。麻機遊水地第2工区安東川エリアの南側を流れる間に越流堤が設けられ、本河川の洪水を調整している。その後さらに東へ向かい、静岡市城北浄化センターと静岡衛生センターの間を抜けて巴川と合流する。

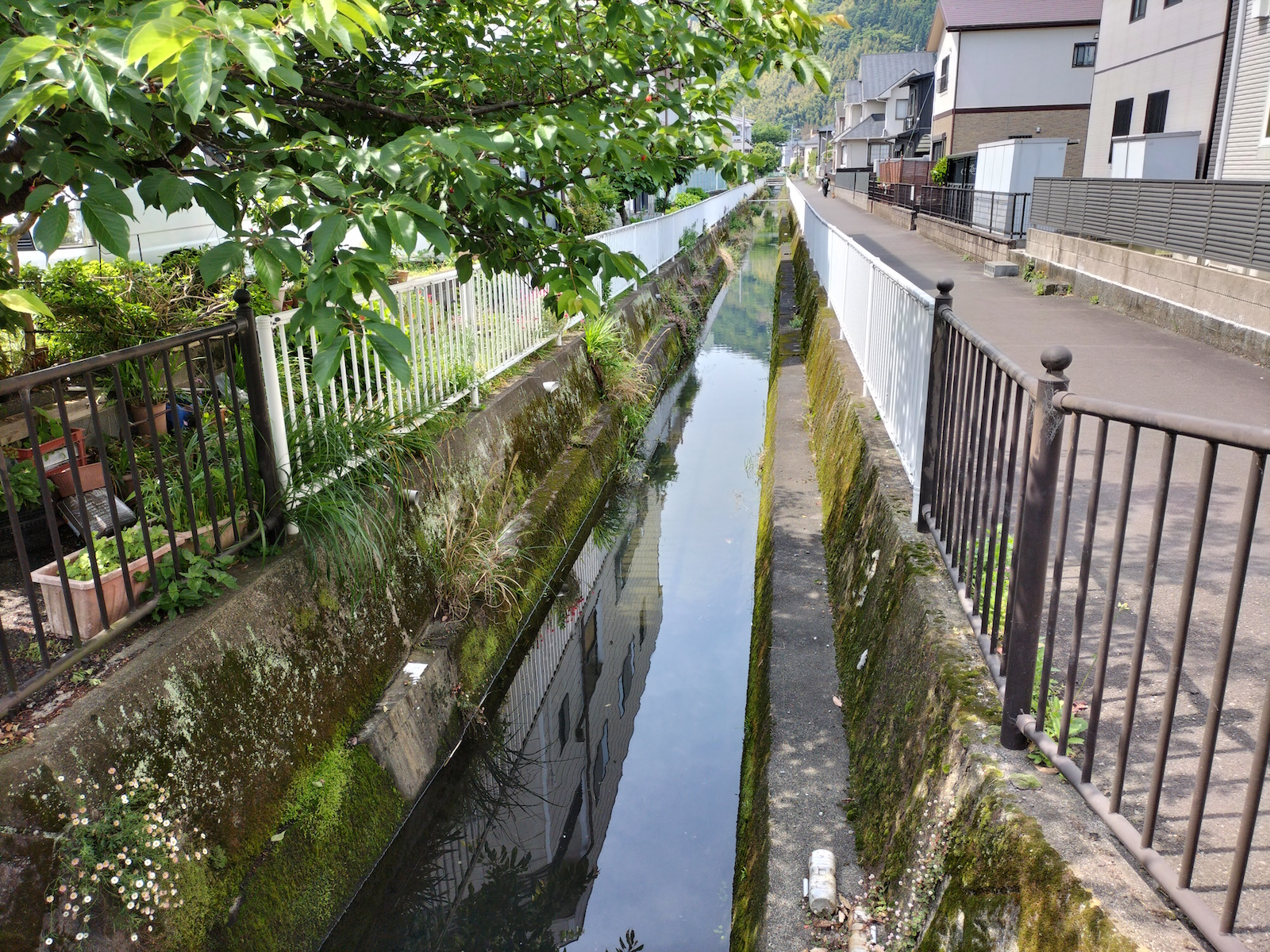
住宅街の間を流下する安東川
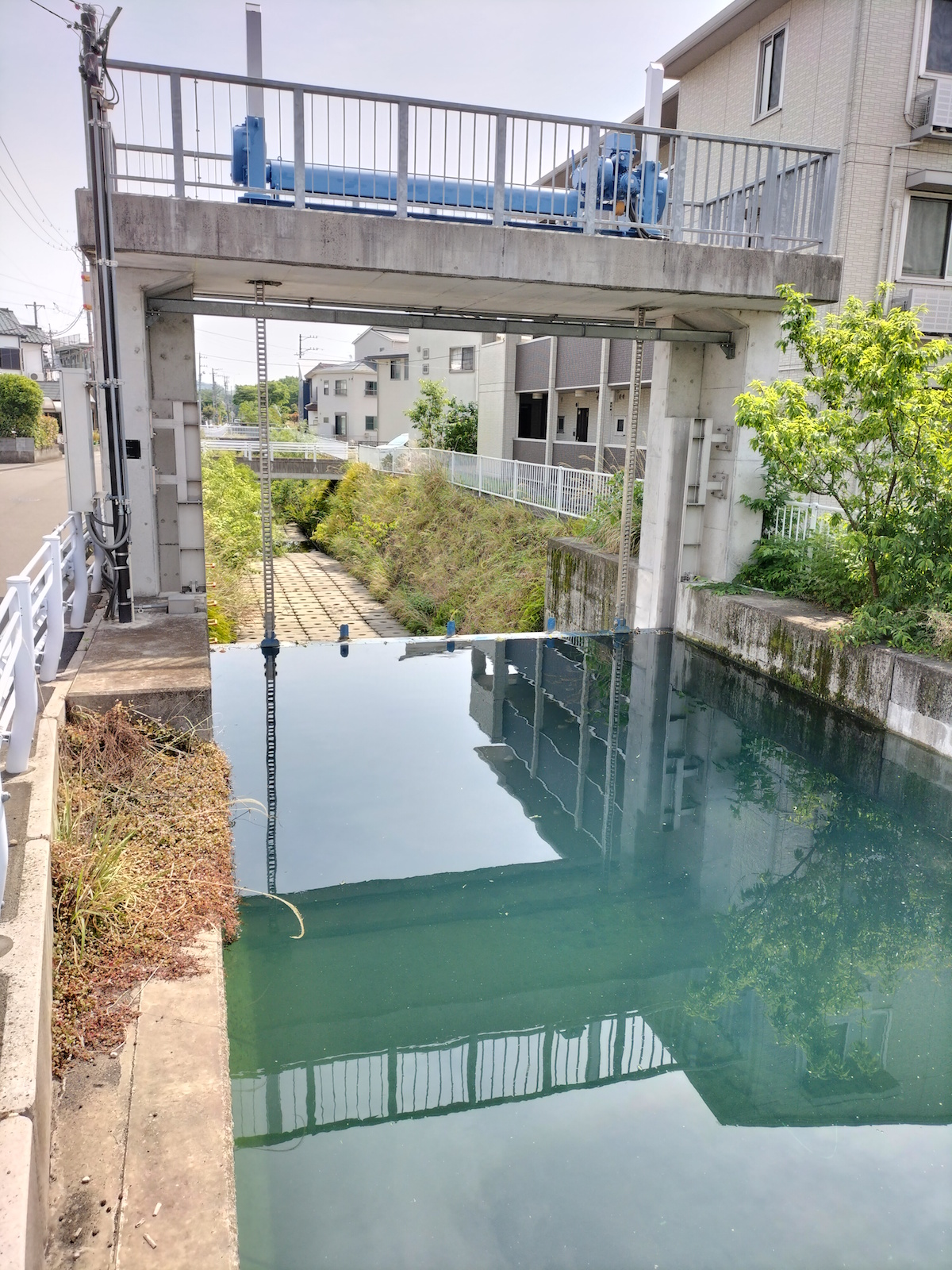
安東川水門（葵区池ヶ谷東）
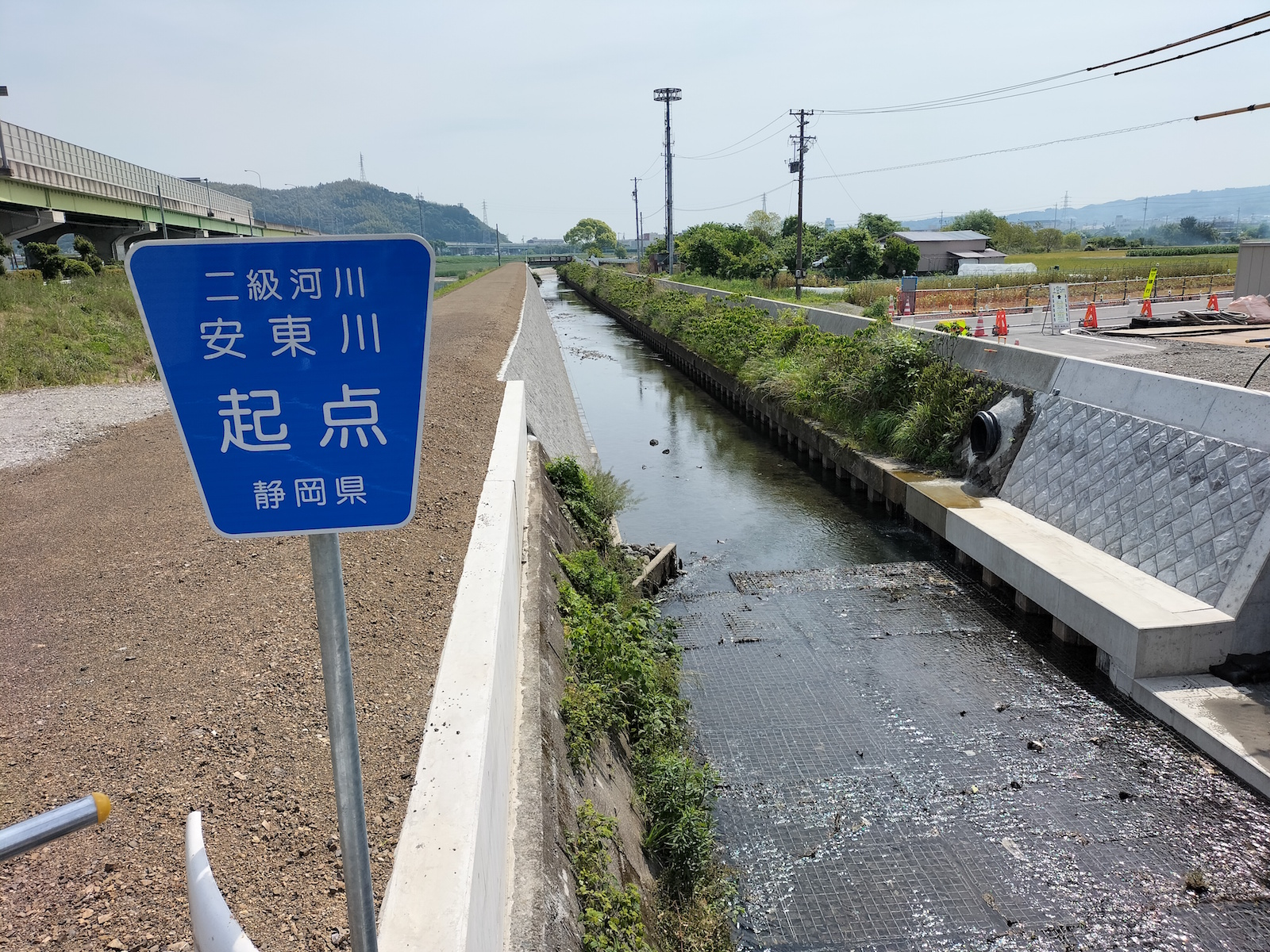
二級河川としての安東川の管理起点
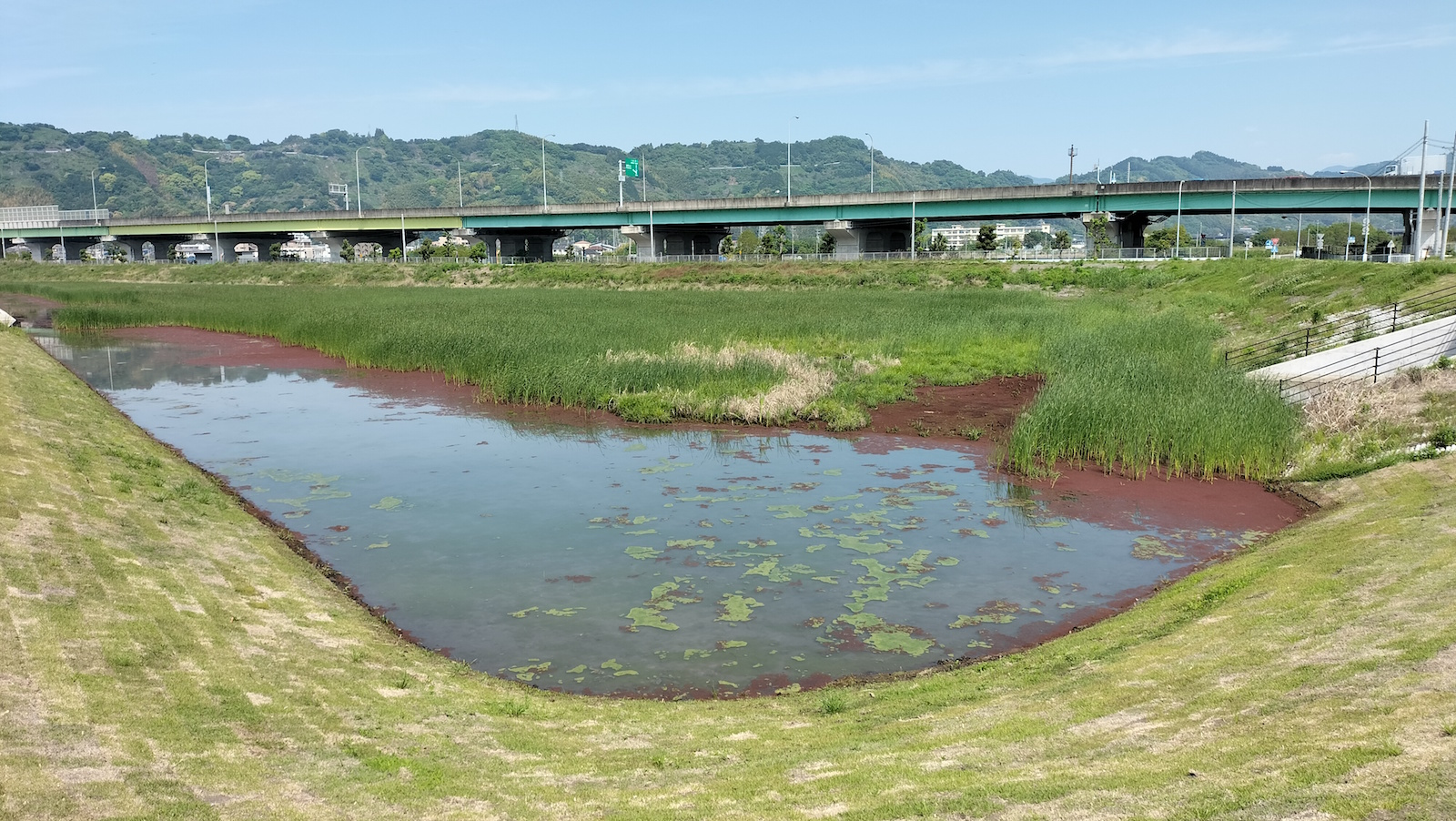
麻機遊水地第2工区安東川エリア上流側（葵区立石）
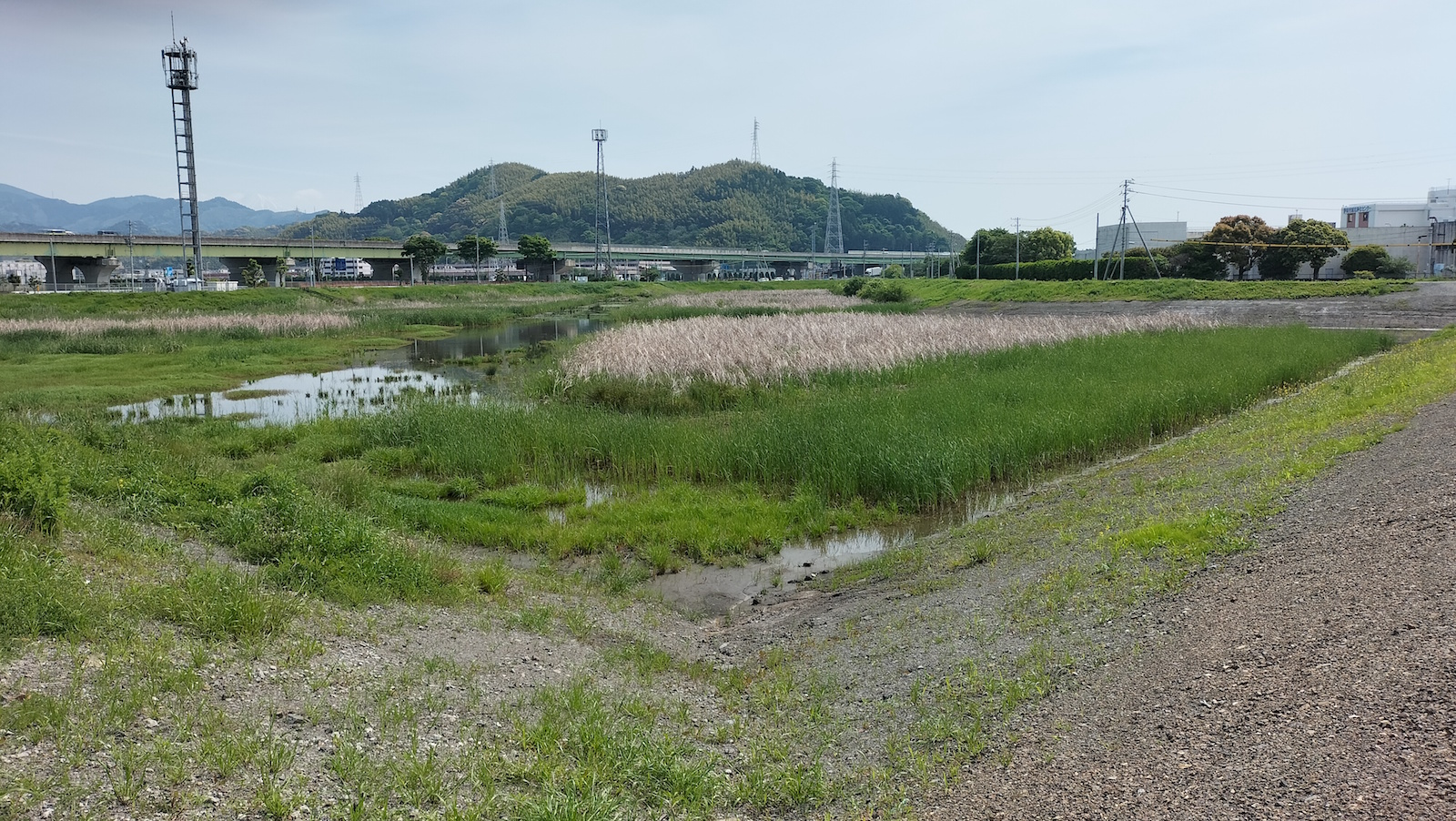
麻機遊水地第2工区安東川エリア下流側（葵区立石）
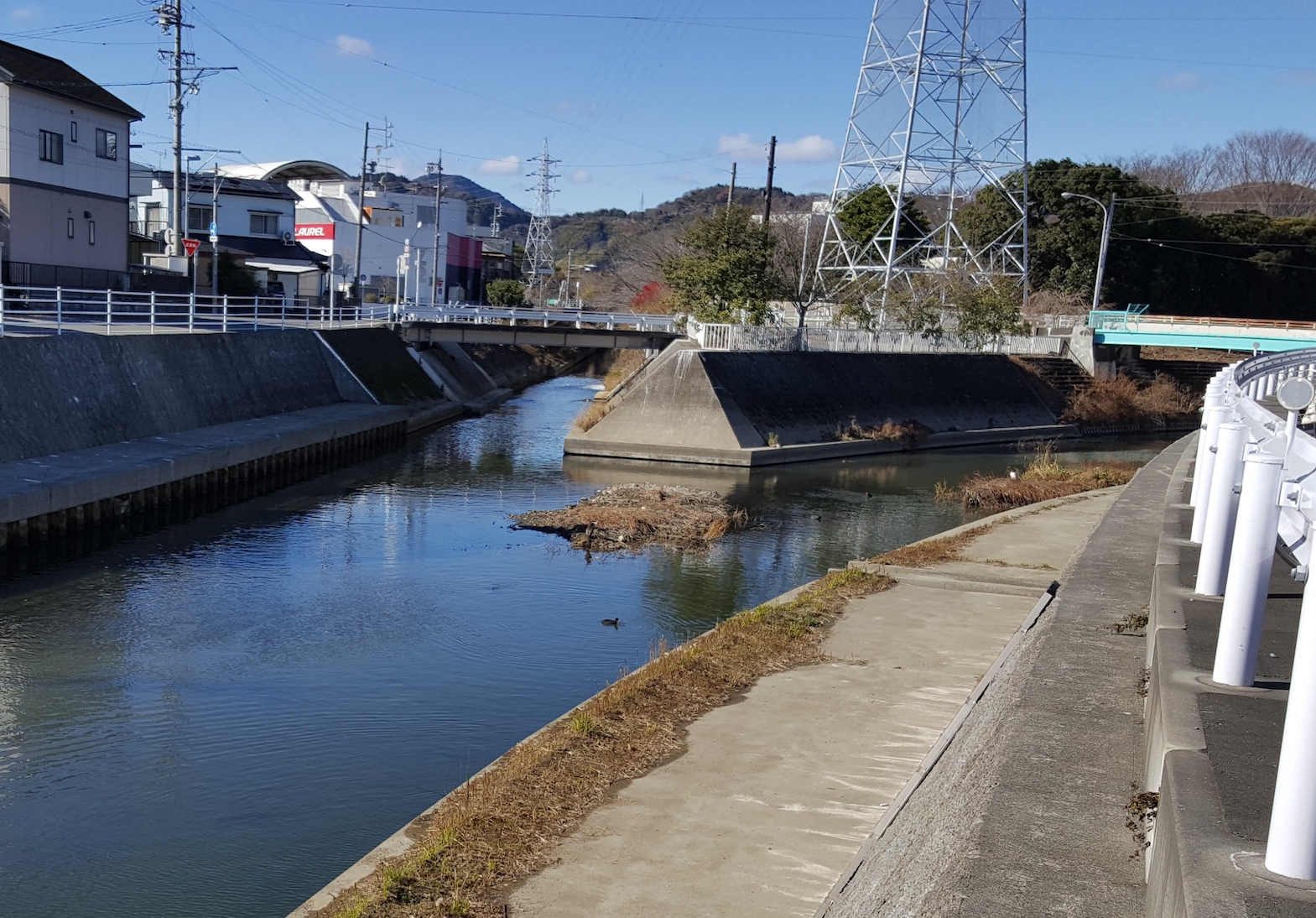
安東川と巴川の合流点（葵区東千代田）

## 沿革
- 1974年（昭和49年）：準用河川に指定。

## 主な支流
- 竜南雨水幹線（都市下水路。下流部は旧十二双川。唐瀬街道で区切られ上流部は普通河川の十二双川。）
- 安東用水（用水路）
- 唐瀬第一雨水幹線（都市下水路）

など。